# Tonna perdix
Tonne-perdrix
Espèce
Tonna perdix, la tonne-perdrix, est une espèce de mollusques gastéropodes marins de la famille des Tonnidae.

## Morphologie
C'est un gros mollusque, avec une importante coquille en forme de poire pointue, fine, brune striée de beige, avec une ouverture extrêmement large. Elle peut atteindre 20 cm de longueur. L'animal est brun-gris (parfois rosé ou violacé) marbré de blanc bleuté, et peut mesurer jusqu'à 50 cm de long.

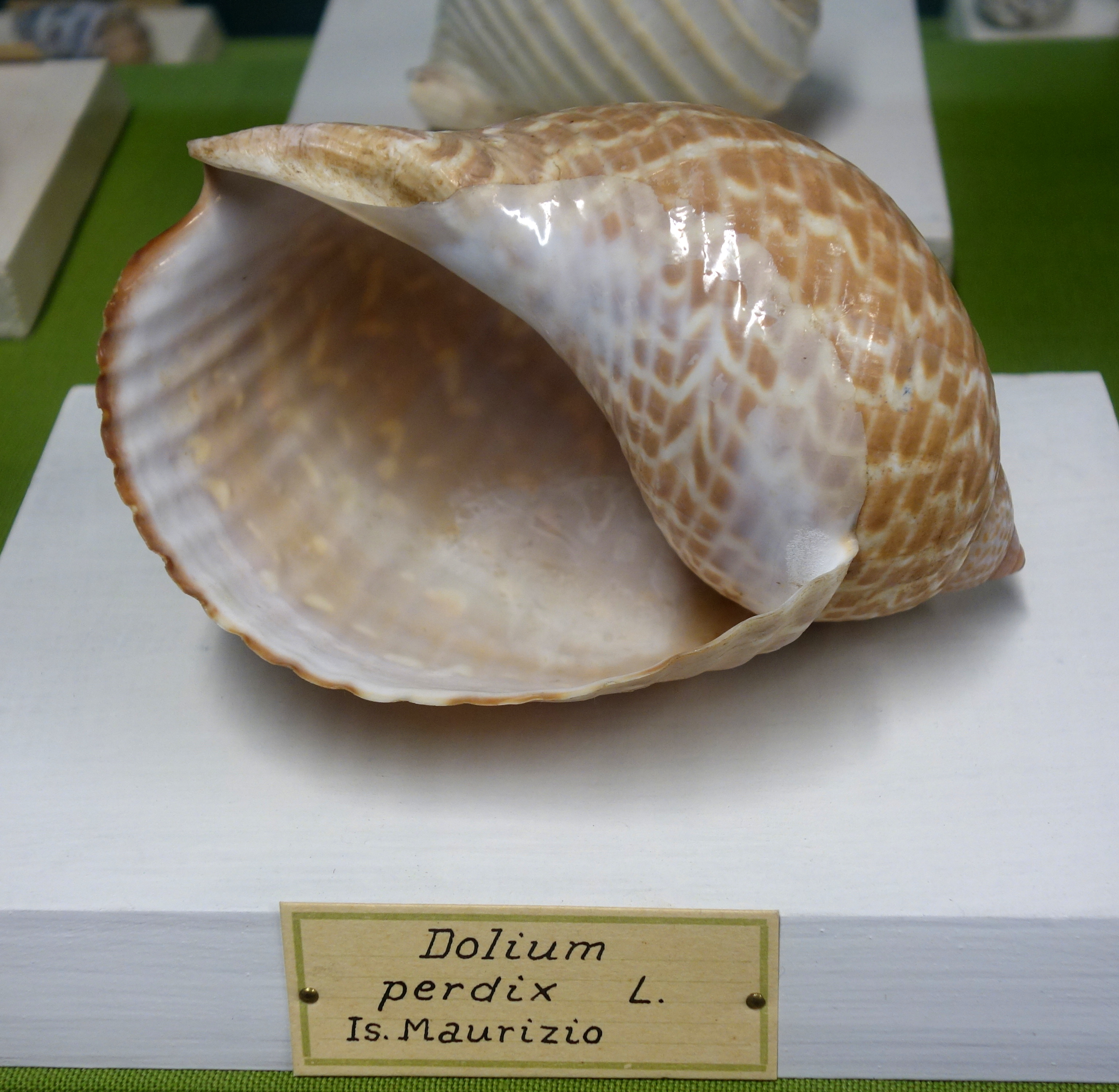
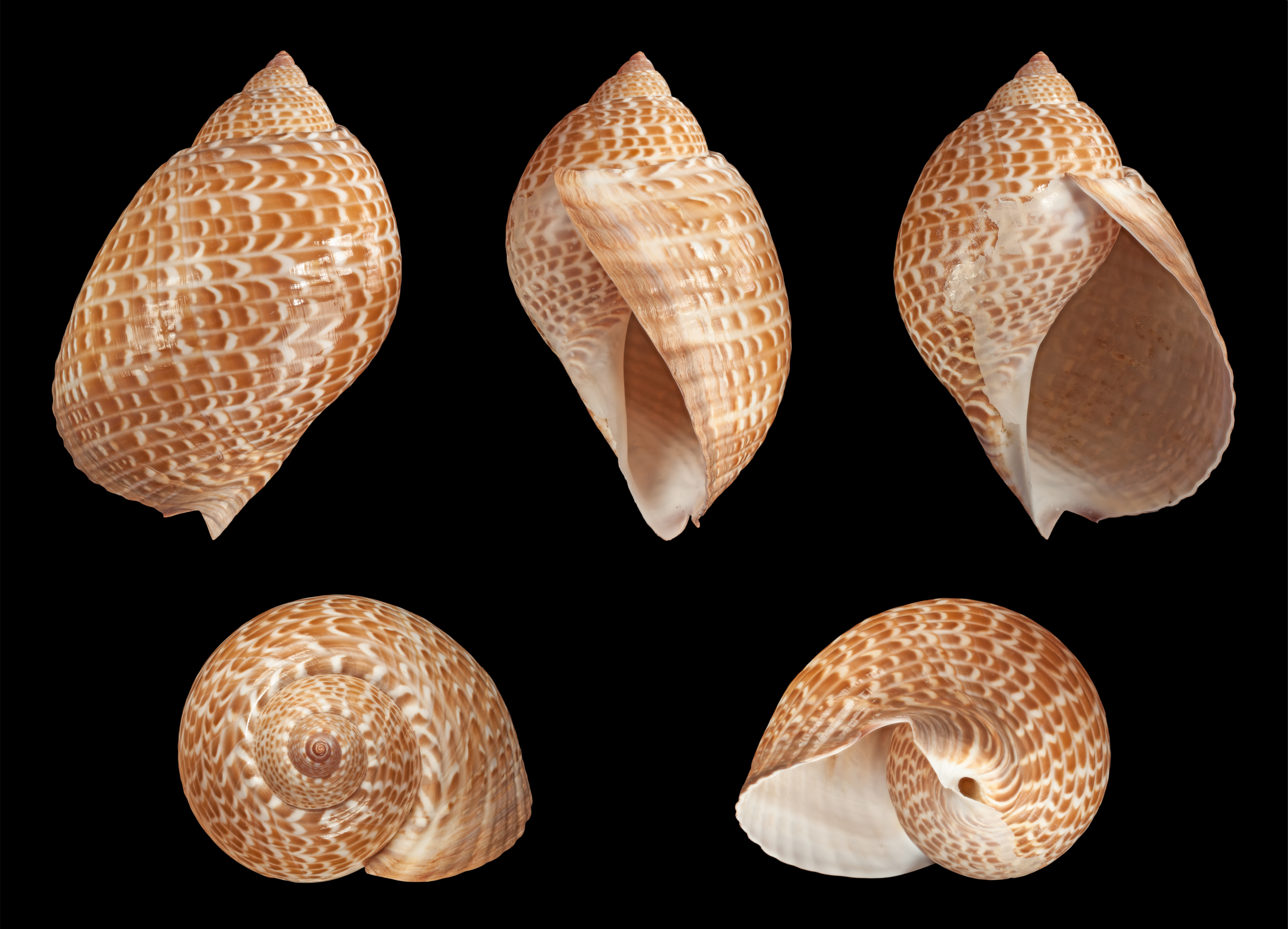
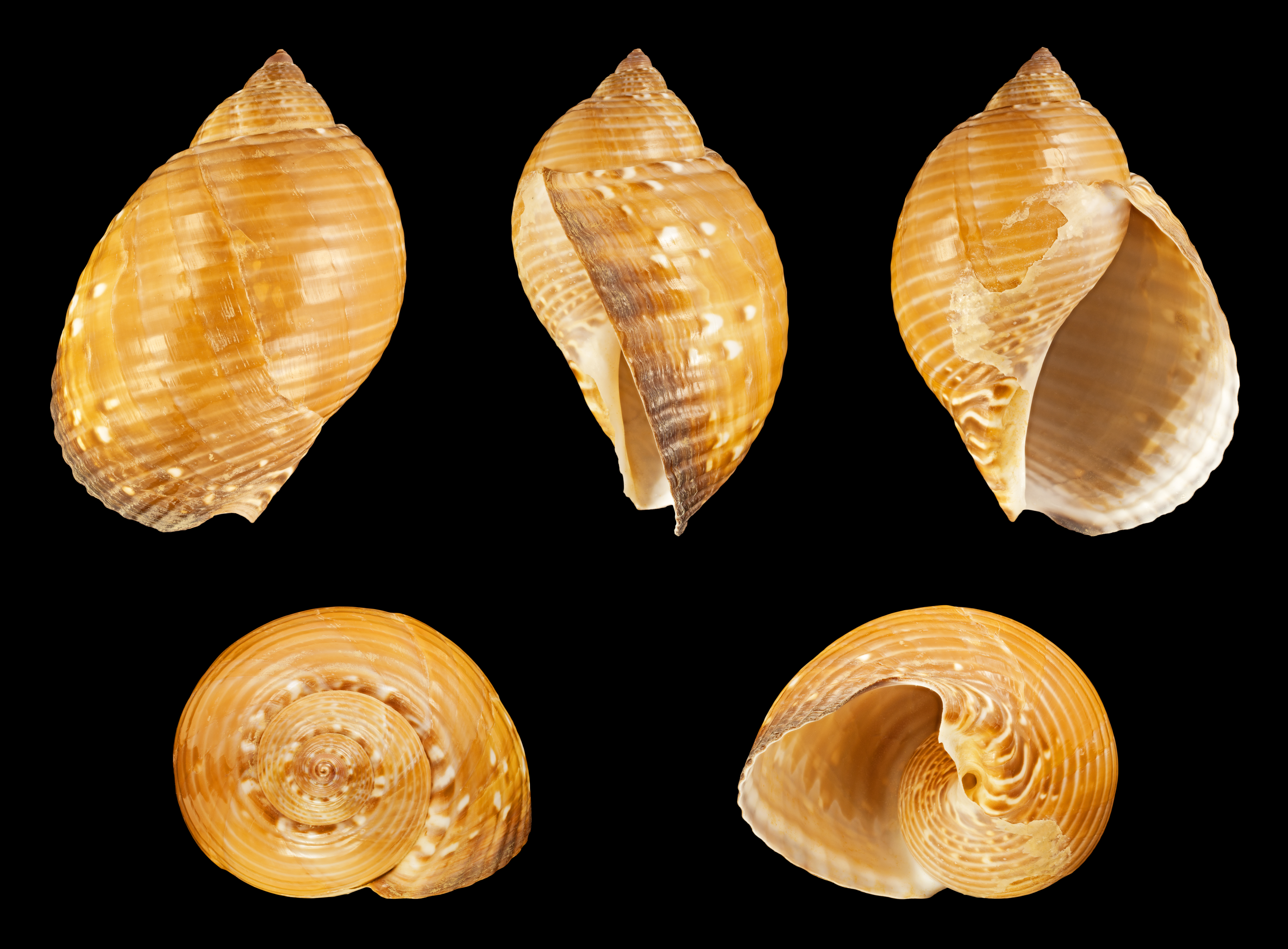
Forme brune

## Répartition et habitat
Cette espèce vit dans les écosystèmes coralliens de l'Indo-Pacifique, des côtes est-africaines jusqu'à Hawaii. On le trouve entre la surface et une dizaine de mètres de profondeur.

## Écologie et comportement
Ce mollusque possède des glandes buccales qui produisent une sécrétion venimeuse (à base d'acide sulfurique), injectée sous pression par la trompe à l'intérieur de la proie.
Il est connu pour se nourrir principalement d'holothuries (concombres de mer), animaux dédaignés par la plupart des autres prédateurs en raison des toxines qu'ils contiennent, mais auxquelles la tonne est peu sensible. La tonne peut parfaitement attaquer et consommer des proies plus grosses qu'elles. Elle attaque notamment des espèces des genres Holothuria et Stichopus.

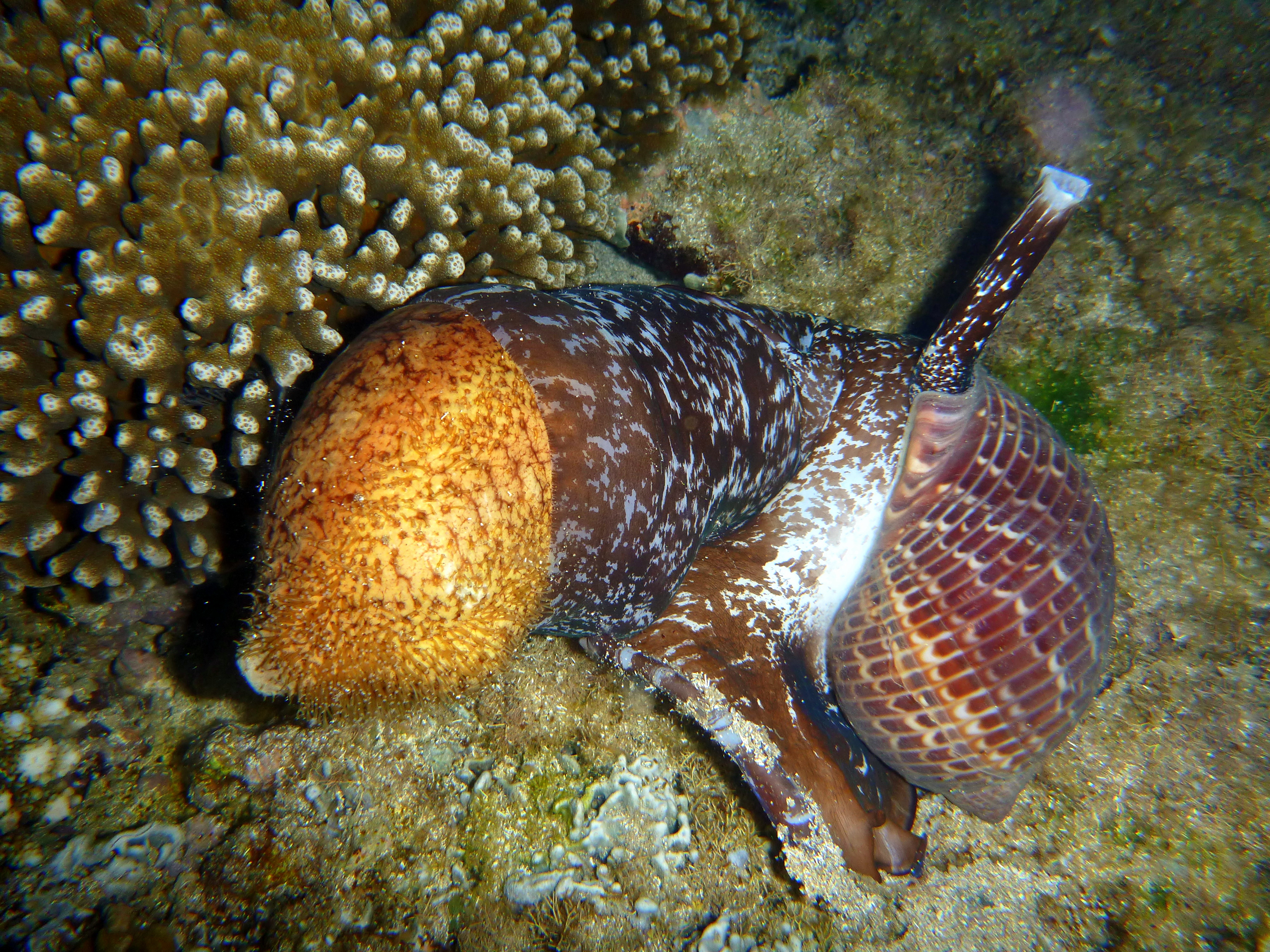
Cette tonne a paralysé une Actinopyga echinites à La Réunion. Elle va mettre plusieurs heures à la faire passer par sa bouche, puis plusieurs jours à la digérer.